# Uranoscopus dahlakensis
Uranoscopus dahlakensis är en fiskart som beskrevs av Brüss, 1987. Uranoscopus dahlakensis ingår i släktet Uranoscopus och familjen Uranoscopidae. Inga underarter finns listade i Catalogue of Life.